# Ktrace
ktrace je v oblasti operačních systémů nástroj obsažený v některých verzích systémů BSD a macOS, který slouží k trasování interakce mezi aplikacemi a jádrem operačního systému. Záznam zahrnující trasování systémových volání, signálů a vstupu/výstupu je následně uložen do vnější paměti za účelem následné analýzy a ladění. Přednastaveným výstupem je soubor ktrace.out, k jehož prohlížení slouží nástroj kdump.
V operačním systému Mac OS byl ktrace nahrazen od verze Mac OS X Leopard nástrojem DTrace. V operačním systému Linux je místo ktrace používán program strace.